# Phrynobatrachus leveleve
Phrynobatrachus leveleve es una especie  de anfibios de la familia Phrynobatrachidae.

## Distribución geográfica
Es endémica de la isla de Santo Tomé y del cercano islote de las Tórtolas (Santo Tomé y Príncipe).